# Kacice (województwo małopolskie)
Kacice – wieś w Polsce położona w województwie małopolskim, w powiecie krakowskim, w gminie Słomniki.
Wieś wchodziła w skład własności Opactwa Cystersów w Mogile, położona była w drugiej połowie XVI wieku w powiecie proszowskim województwa krakowskiego.
Integralne części miejscowości: Wydmuchów, Zatorze.

## Położenie
Wieś znajduje się 25 km na północ od Krakowa. Położona nad rzeką Szreniawą, graniczy z linią kolejową nr 8.

## Ludność
Według Narodowego Spisu Powszechnego Ludności i Mieszkań z 2021 roku liczba ludności we wsi Kacice to 364 z czego 49,2% mieszkańców stanowią kobiety, a 50,8% ludności to mężczyźni. Miejscowość zamieszkuje 2,6% mieszkańców gminy.

## Historia
W 1222 r. biskup krakowski Iwo Odrowąż ufundował w Kacicach opactwo oo. cystersów, przeniesione cztery lata później do wsi Mogiła pod Krakowem. O dalszej historii dworu zachowały się szczątkowe informacje. Jak podaje kronikarz Jan Długosz folwark w Kacicach ożył za czasów opata mogilskiego Erazma Ciołka, który znacznie odbudował dwór i okoliczne zabudowania. W kolejnych latach folwark zmieniał właścicieli, a od lat 90. XX w. znajduje się w prywatnych rękach i przechodzi stopniową odnowę. Ostatnią osobą związaną z klasztorem oo. cystersów w Mogile, która posiadała Kacice był opat Jan Chrzciciel Schindler (1802–1890).
W czasach zaborów Kacice należały do senatora Dymitra Nabokowa (dziadka pisarza Władimira Nabokowa), który w latach 1867–1876 był szefem kancelarii Carskiego Biura do spraw Polski. Po nim Kacice odziedziczył syn Dymitr Dymitriewicz, a następnie wnuk Władimir Dymitriewicz.
W okresie międzywojennym wieś Kacice należała do powiatu miechowskiego w województwie kieleckim. 1 kwietnia 1945 r. Kacice zostały wraz z całym powiatem miechowskim przyłączone do województwa krakowskiego. Do 1954 r. wieś należała do gminy Kacice z siedzibą w Prandocinie. W okresie PRL-u doprowadzono do wsi bieżącą wodę, przeprowadzono powszechną elektryfikację domów oraz działał PGR. Obecnie, w jego dawnych zabudowaniach mieszczą się magazyny.
W latach 1954–1961 wieś należała i była siedzibą władz gromady Kacice, po jej zniesieniu w gromadzie Prandocin. W latach 1975–1998 miejscowość administracyjnie należała do województwa krakowskiego. W wyniku reformy administracyjnej z 1999 r. Kacice znalazły się w gminie Słomniki w powiecie krakowskim w województwie małopolskim.

## Zabytki
Obiekty wpisane do rejestru zabytków nieruchomych województwa małopolskiego.
- Zespół dworski: dwór, relikt parku;
- kaplica w obrębie budynku dworu.

## Religia
We wsi mieści się parafia pw. Matki Bożej Częstochowskiej. Historia parafii sięga lat 80. XX wieku, kiedy to ówczesny biskup kielecki Stanisław Szymecki wydzielił ją 27 czerwca 1983 r. z kościoła pw. św. Jana Chrzciciela znajdującego się w pobliskim Prandocinie. Na potrzeby kacickiego kościoła zaadaptowano budynki remizy strażackiej. Nieopodal kościoła znajduje się cmentarz parafialny.

## Kultura i oświata
We wsi funkcjonuje biblioteka publiczna będąca filią Biblioteki Gminnej w Słomnikach oraz szkoła podstawowa z oddziałem przedszkolnym (tzw. zerówką). Do roku szkolnego 2018/2019 istniało również gimnazjum, które zostało wygaszone w wyniku przeprowadzonej reformy edukacji z 2017 r.

## Bezpieczeństwo publiczne
We wsi działa jednostka ochotniczej straży pożarnej, której historia sięga 1947 r.